# Bradford English
Bradford English (16. ledna 1942 South Orange – 25. října 2024 Pasadena) byl americký filmový a televizní herec. Jeho nejznámějším filmem je Halloween: Prokletí Michaela Myerse z roku 1995, kde ztvárnil Johna Strodea. Jeho úplně první role byla ve filmu The Anderson Tapes z roku 1971, dále hrál například ve filmu The Onion Field z roku 1979.
Účinkoval také v několika TV pořadech, jako například Kojak, Diff'rent Strokes, The A-Team, Lebkouni, Jump Street 21, Brooklyn South nebo Crossing Jordan.

## Filmografie (výběr)
- Expert na vraždu (2006)
- Halloween: 25 Years of Terror (2006)
- Bestie Karla (2005)
- Prohlášen za mrtvého (2001)
- Temné nebe (1996)
- Halloween – Prokletí Michaela Myerse (1995)
- Prorok zla (1993)
- Poslední let (1990)
- Báječní Bakerovi hoši (1989)